# ヒトラー 最期の12日間
『ヒトラー 最期の12日間』（ヒトラーさいごの12にちかん）は、2002年に刊行されたヨアヒム・フェストの歴史ドキュメンタリー著作。
日本語の訳書は、2004年に鈴木直訳で、岩波書店から出版された。ベルリンの戦いの最終局面におけるアドルフ・ヒトラーとナチス幹部の最期を人間的に描いており、原題は "Der Untergang - Hitler und das Ende des Dritten Reiches"（『没落－ヒトラーと第三帝国の最後』）である。ISBN 3-8286-0172-3
本作および最期まで総統官邸に留まった秘書の1人であるトラウデル・ユンゲの回顧録『私はヒトラーの秘書だった』（足立ラーベ加代・高島市子訳、草思社、2004年）を原作として制作公開された映画『ヒトラー 〜最期の12日間〜』により、「映画」のヒトラー像は多大な反響を呼んだ。